# كاغن
كاغن (بالإنجليزية: Cagn)‏ في الأساطير الأفريقية هو المعبود الأعلى عند البوشمان في أفريقيا، خالق كل الكائنات الحية، الذين لا يعرف مستوطنهم إلا الظباء الذين احتفظوا بالمعلومات من رسله الطيور. وكان كاغن بطلا، ربما كان زعيما قبليا، نشأت العبادة حوله. وقد توحد مع كاغين Kaggen. وهو إله محتال يمكنه التحول إلى أي حيوان يريد، وعادة ما يأخذ شكل فرس النبي وأيضا الثور إلاند، قملة، ثعبان، ويرقة.